# Stilobezzia notata
Stilobezzia notata är en tvåvingeart som först beskrevs av Johannes Cornelis Hendrik de Meijere 1907.  Stilobezzia notata ingår i släktet Stilobezzia och familjen svidknott.